# Bovitrigla
Bovitrigla is een monotypisch geslacht van straalvinnige vissen uit de familie van de ponen (Triglidae).

## Soort
- Bovitrigla acanthomoplate Fowler, 1938